# Geghadzor
Geghadzor (en arménien Գեղաձոր) est une communauté rurale du marz d'Aragatsotn, en Arménie. Elle compte 1 329 habitants en 2009.